# Balagny-sur-Thérain
Balagny-sur-Thérain település Franciaországban, Oise megyében. Lakosainak száma 1639 fő (2022. január 1.). Balagny-sur-Thérain Mouy, Bury, Cires-lès-Mello, Foulangues és Ully-Saint-Georges községekkel határos.

## Népesség
A település népességének változása:
| Lakosok száma | 1518 | 1690 | 1731 | 1723 | 1693 | 1682 | 1671 | 1649 | 1639 |
|               | 2013 | 2015 | 2016 | 2017 | 2018 | 2019 | 2020 | 2021 | 2022 |